# Aszklépiadész (költő)
Aszklépiadész (i. e. 4. sz. - i. e. 3. sz.) görög epigrammaköltő.
Az Anthologia Graeca mintegy negyven epigrammáját őrizte meg az utókor számára. Az egyik legkorábbi és legjelentősebb erotikus epigrammaköltő, magyarra többek közt Szabó Lőrinc, Radnóti Miklós és Somlyó Zoltán  is fordította. Valószínűleg róla nevezték el  az aszklépiadészi sort és az aszklépiadészi versszakot, amit Berzsenyi Dániel is alkalmazott A közelítő tél címú versében.
Költészetére néhány példa:
Küldj havat és jeget és ködöt, árassz sűrü sötétet,
lángbaborítsd az eget, földre eressz tüzesőt.
Elveszthetsz, de amíg élnem hagysz, bármilyen áron,
szörnyűbb vészeken is hajszolom én a gyönyört.
Mert az az isten hajt, aki rajtad is úr, aki téged,
Zeusz, aranyesőként bronzfalon át vezetett.
Somlyó György fordítása
Huszonkétéves se vagyok és már unok élni.
Ó, Eroszok, mi e kín, mi ez a vad lobogás?
Haljak bele, mi lesz a szórakozásotok? Őrült
kockázás, játék, mint azelőtt, gyerekes.
Szabó Lőrinc fordítás
Most csábítgatsz már? Rózsás arcod csupa tüske!
Szúrós szőrszálak is nőttek a combjaidon!
Jó nekem így nagyon is! – feleled, de a búzakalásznál
holmi koszos pelyvát többre ki tartana, mondd?